# Halone diffusifascia
Halone diffusifascia är en fjärilsart som beskrevs av Swinhoe 1896. Halone diffusifascia ingår i släktet Halone och familjen björnspinnare. Inga underarter finns listade i Catalogue of Life.